# Justizvollzugsanstalt Schwäbisch Hall
Die Justizvollzugsanstalt Schwäbisch Hall ist eine Justizvollzugsanstalt in Schwäbisch Hall.

## Geschichte
Sie befindet sich im Stadtteil Stadtheide, Anschrift Kolpingstraße 1, und wurde im April 1998 in Betrieb genommen. Zur Anstalt gehören auch die offene Abteilung in der Unterlimpurger Straße 9 am Südrand der Schwäbisch Haller Altstadt ⊙ sowie – seit der Schließung der Außenstelle Kleincomburg im Frühjahr 2015 – die in Luftlinie etwa 46 km südöstlich entfernt beim Schloss Kapfenburg über Lauchheim liegende Außenstelle Kapfenburg ⊙, die damals eingegliedert wurde. Die rund 235 Bediensteten betreuten zum Stichtag 1. Januar 2017 403 Insassen.

## Daten und Fakten
| Jahr | Haftplätze insgesamt | geschlossener Vollzug | offener Vollzug |
| ---- | -------------------- | --------------------- | --------------- |
| 2015 | ca. 442              | ca. 367               | ca. 75          |

| Jahr | gesamt | davon geschlossener Vollzug | davon offener Vollzug |
| ---- | ------ | --------------------------- | --------------------- |
| 2016 | 442,40 | 392,50                      | 49,90                 |
| 2017 | 459,10 | 406,40                      | 52.70                 |
| 2018 | 451,68 | 403,59                      | 48,09                 |